# Middenmeer (Amsterdam)
Middenmeer is een wijk in het Amsterdamse stadsdeel Oost, voorheen stadsdeel Watergraafsmeer. De wijk wordt omsloten door de Kruislaan, het spooremplacement van de NS, de Ringvaart en de Middenweg. Middenmeer heeft 15.700 inwoners (2023).

## Stedenbouwkundig karakter
Het noordelijk deel tussen de Ringvaart en de Copernicusstraat is 19e-eeuws en het middendeel behoort tot de gordel uit de jaren '20-‘40. Het zuidelijke deel, tussen de Kruislaan en de Johannes van der Waalsstraat heet Tuinstad Middenmeer en is onderdeel van het Algemeen Uitbreidingsplan uit de jaren dertig. Deze wijk, ontworpen door de architecten Piet Zanstra en J. van Schaik, werd gebouwd tussen 1954 en 1960. De flats aan weerszijden van de Radioweg zijn gemeentelijk monument.

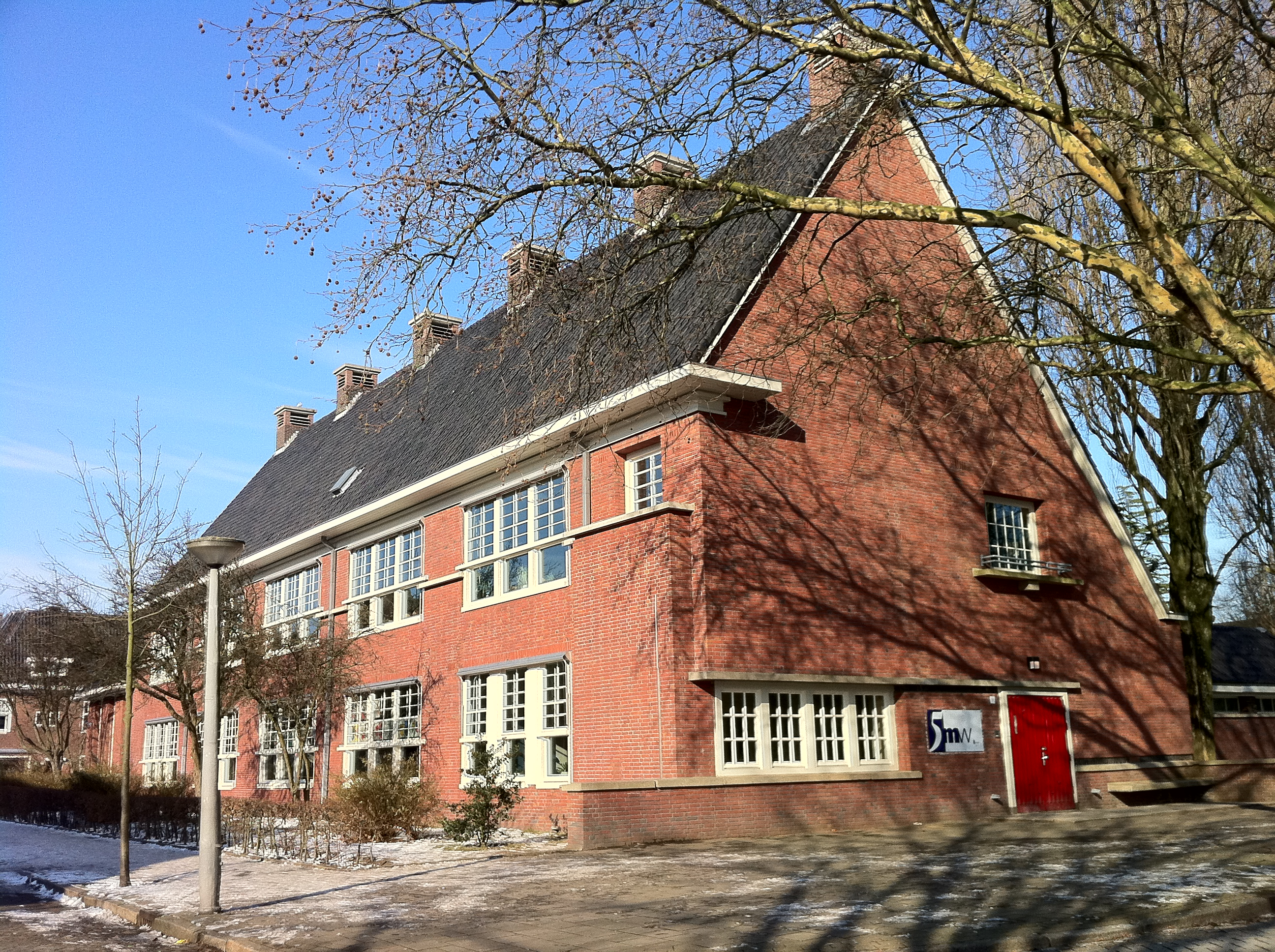
Mr. P.N. Arntzeniusweg
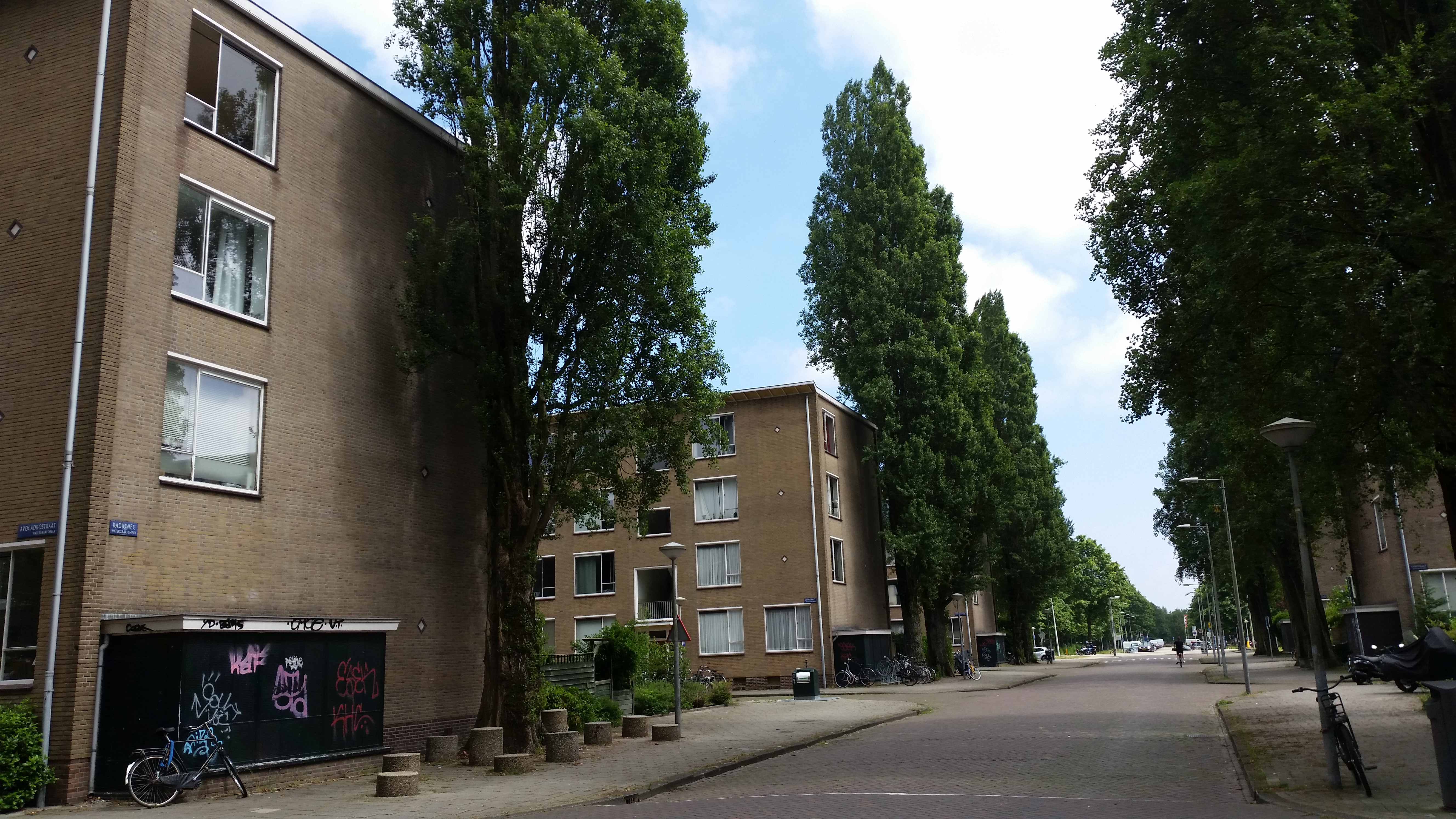
Radioweg, hoek Avogadrostraat
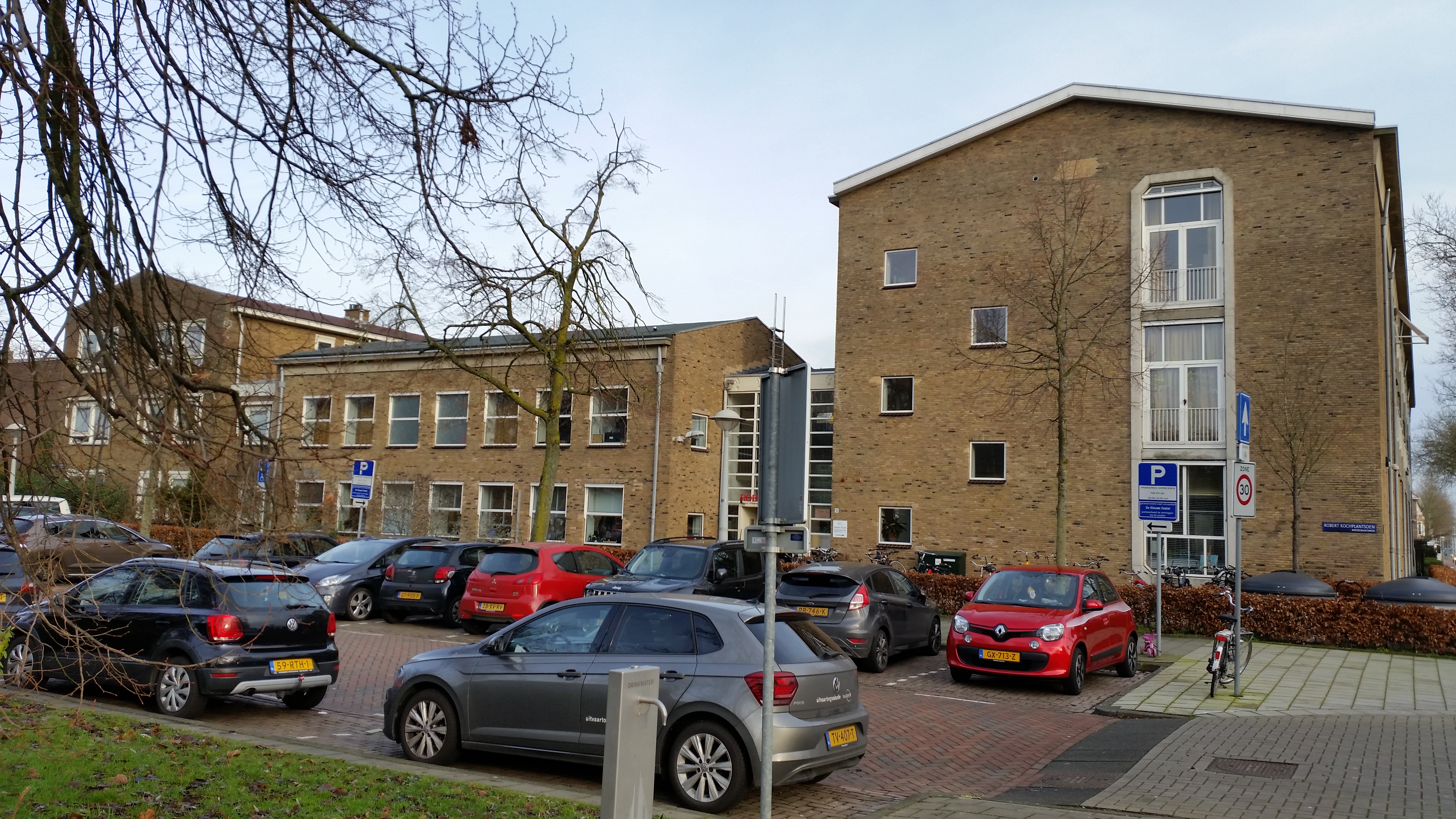
Woningen aan het Robert Kochplantsoen